# Naturschutzgebiet Schönebecker Schlucht

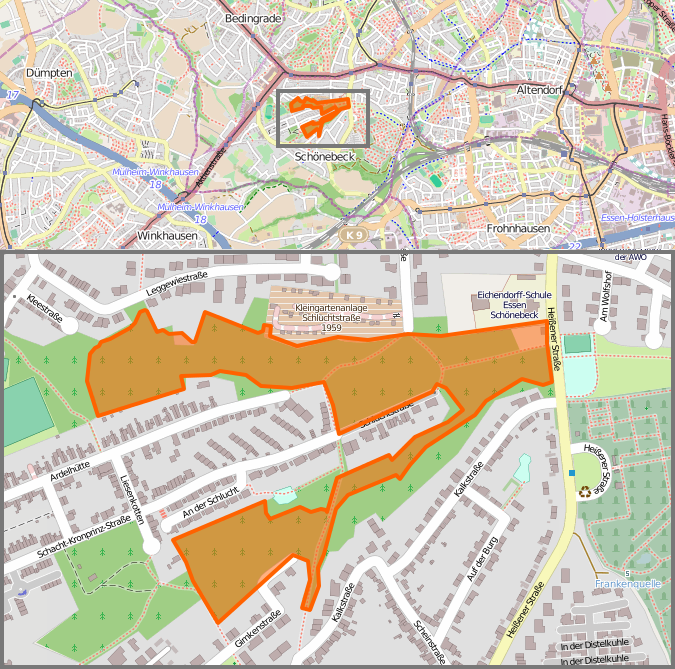
Lage in Essen-Schönebeck

Die Schönebecker Schlucht ist eines von drei Naturschutzgebieten im Essener Stadtteil Schönebeck. Sie ist Teil einer Siepentallandschaft, die auch Schönebecker Schweiz genannt wird. 

## Beschreibung
Das Schutzgebiet umfasst die bewaldeten Siepentäler zweier von West nach Ost entwässernder Bäche, die im östlichen Teil des Gebietes zusammenfließen. Der nördliche der Bäche ist die namensgebende Schönebecke. Die beiden Täler sind im oberen, westlichen Teil flacher, im unteren Teil bilden sie mit ihren dort steilen Hängen die namengebende Schlucht. Das Gebiet ist größtenteils von Wohnbebauung umgeben. An die westlichen Ausläufer schließen sich jeweils weitere Grünflächen an, nach Osten hin setzt sich das Tal jenseits der Heißener Straße im Terrassenfriedhof fort.
Es führen einige Spazierwege durch das Gebiet, die jedoch nicht den Bachläufen folgen, sondern diese jeweils queren.

### Galerie

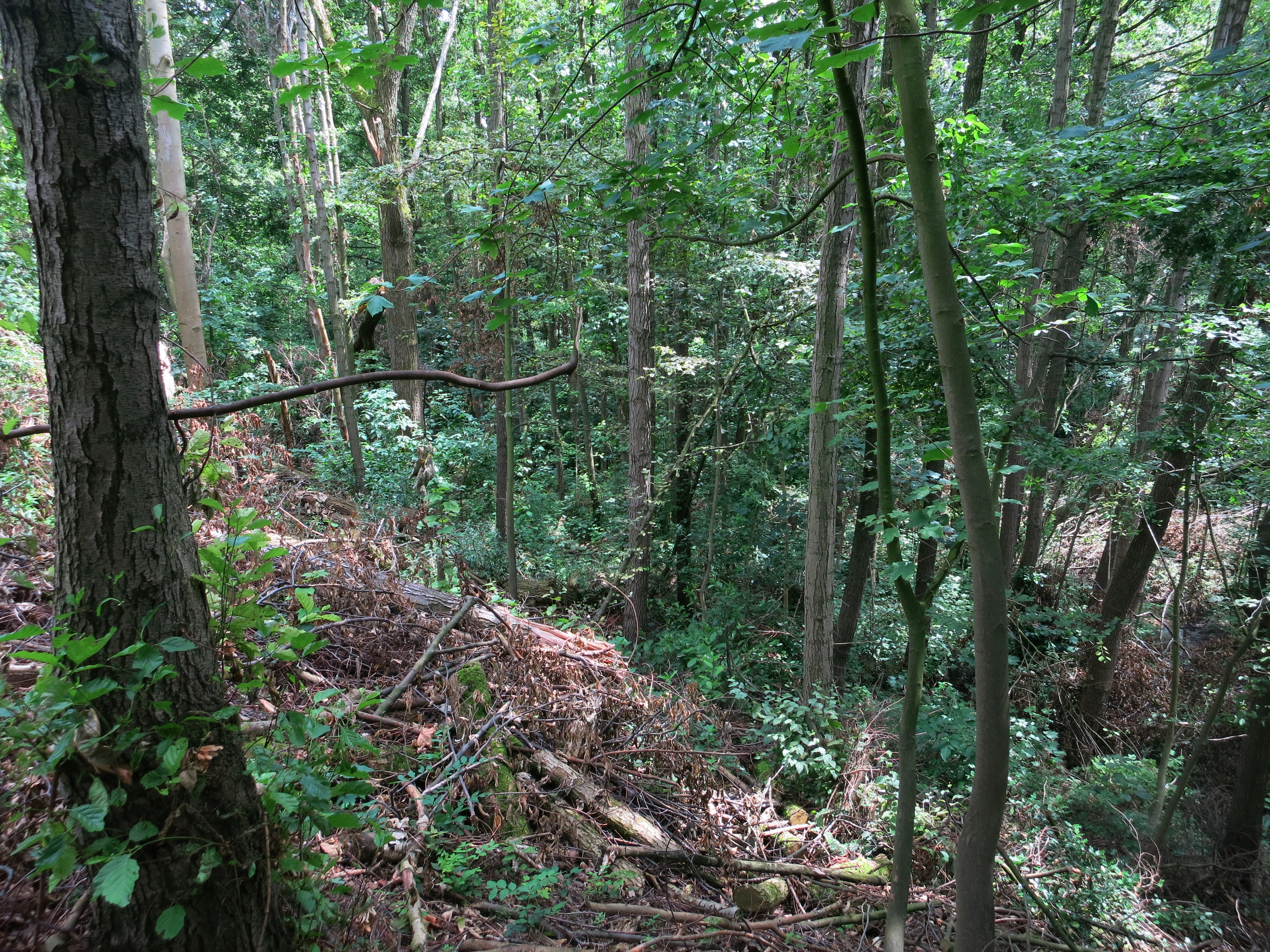
Blick in die Schlucht des südlichen Baches
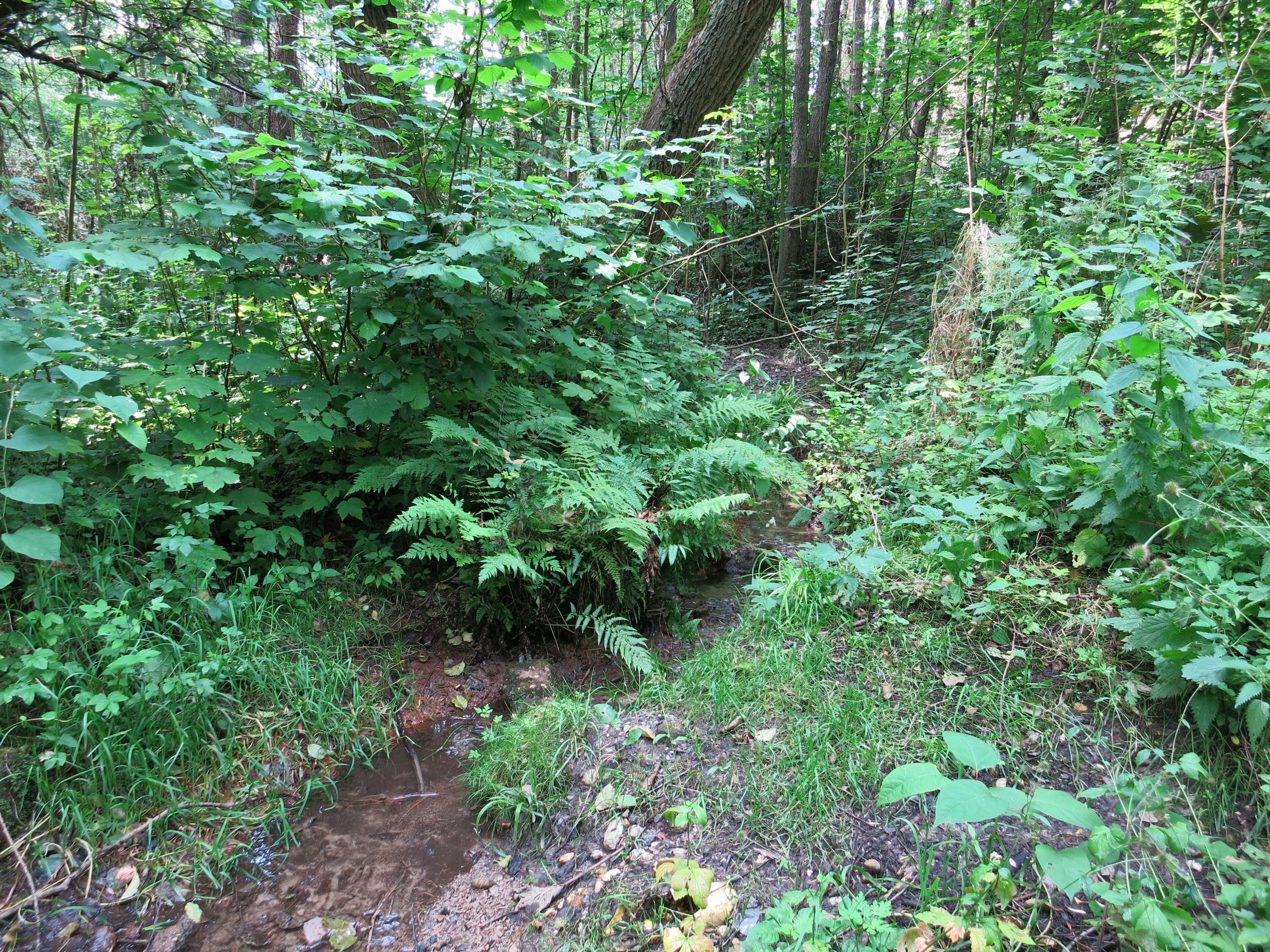
Der südliche der beiden Bäche
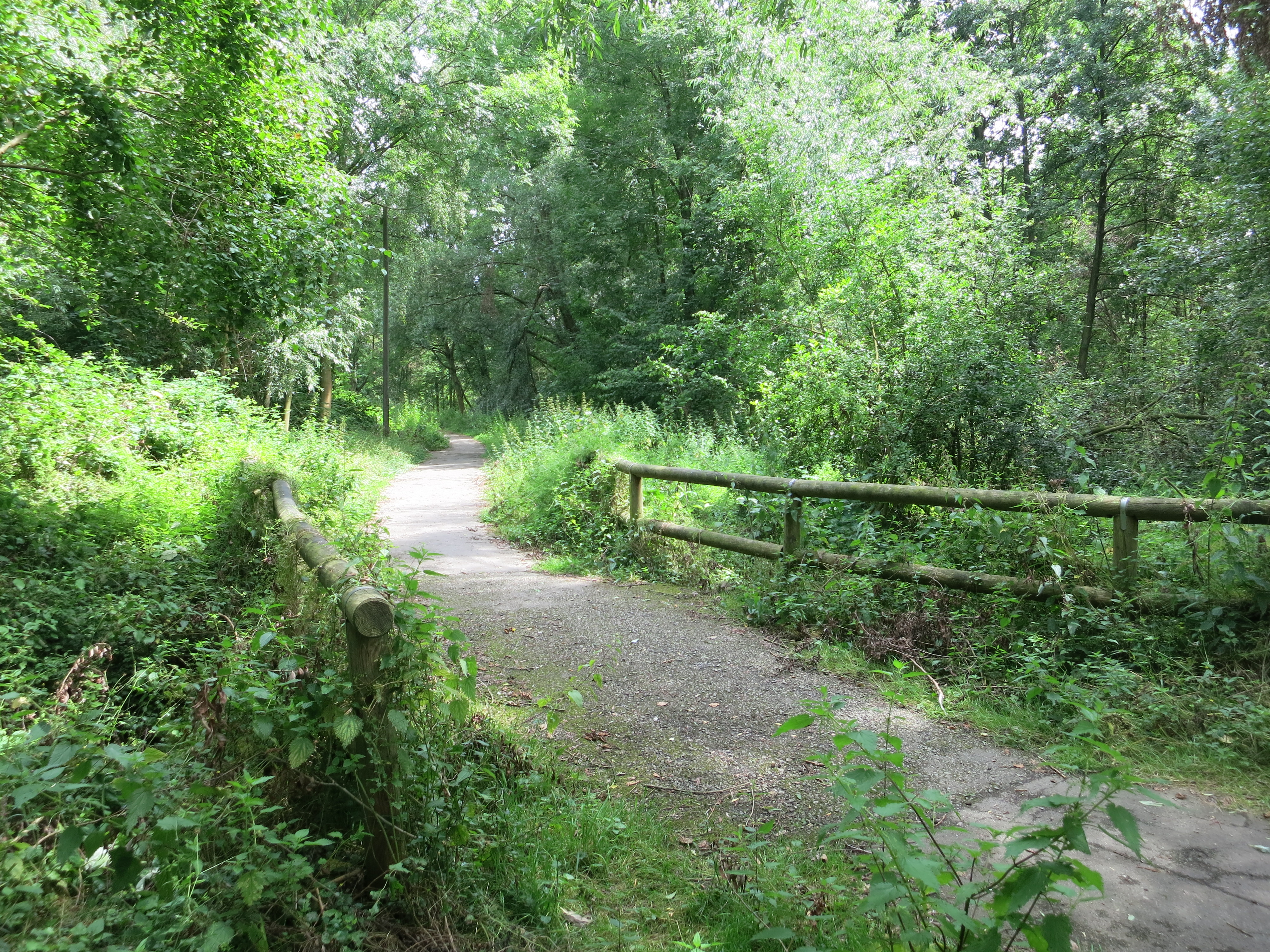
Brücke über den nördlichen Bach
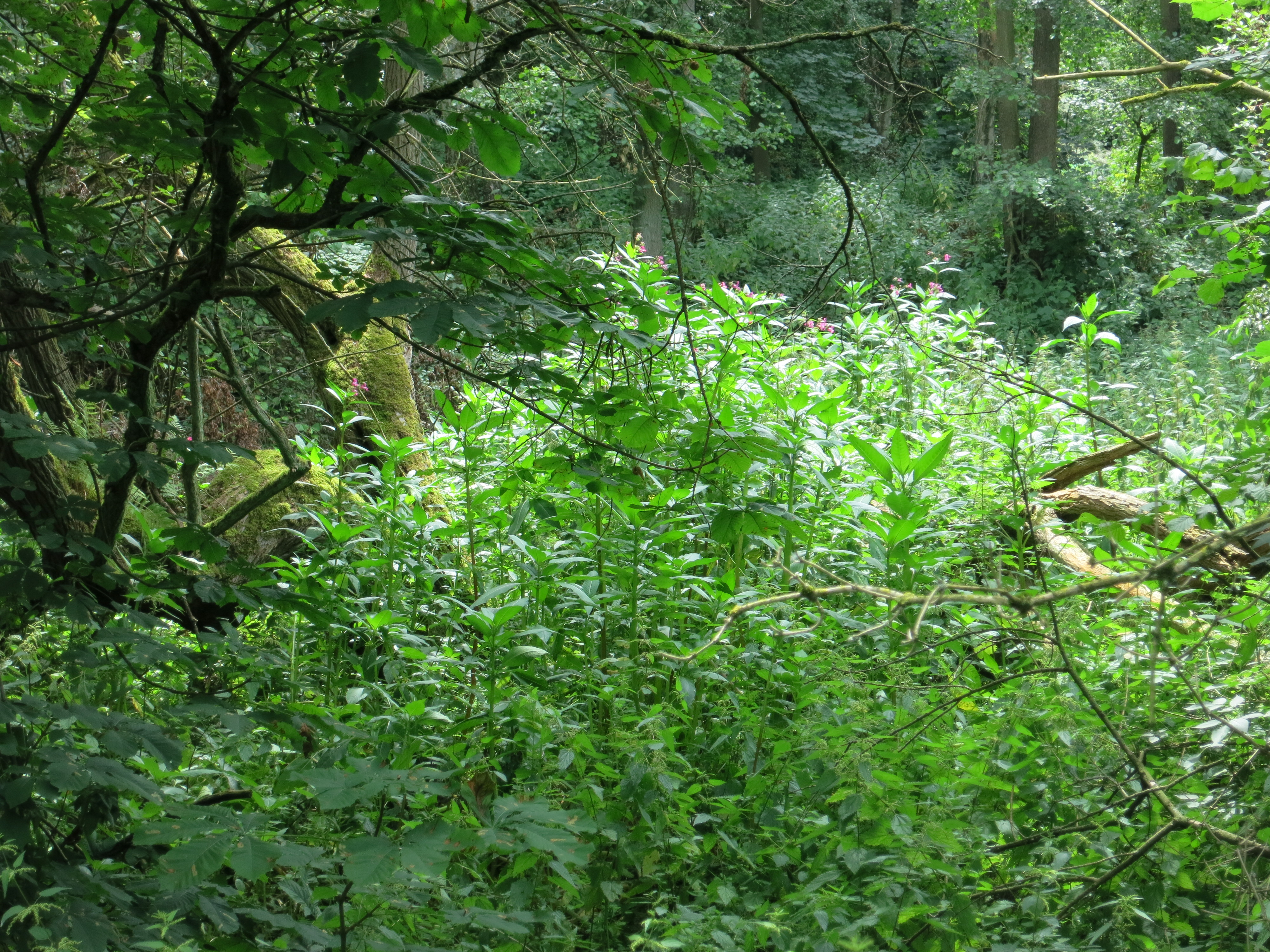
Drüsiges Springkraut und Totholz im Bereich des Zusammenflusses der beiden Bäche

## Schutzwürdige Biotope und Arten
Im oberen Teil der Bachtäler dominiert mit Pappeln durchsetzter Erlen-Auwald. Nachdem das nördliche der beiden Täler aufgelichtet wurde, haben sich dort Röhrichtbestände gebildet. An den steilen Hängen im unteren Teil der Täler finden sich verschiedene Gehölze, Adlerfarn und Brombeere. Am Zusammenfluss der Bäche im Osten gibt es eine Feuchtbrache und ein Weidengebüsch. In Teilen des Gebietes haben sich Neophyten wie 
Drüsiges Springkraut und Japanischer Staudenknöterich ausgebreitet.
Als wertbestimmend gilt der gesamte Biotopkomplex, insbesondere die „Kombination aus naturnahen Bachläufen, Feuchtbereichen und Auenwald“. Auch die Bedeutung des Schutzgebietes für den Biotopverbund auwaldbegleiteter Bachtäler im Bereich des Essener Nordens wird betont.

## Schutzziele
Als Schutzziel wird der „Erhalt eines Bachsystems mit Auenwald und Röhrichten im dicht besiedelten Bereich“ genannt. Als Gefährdungen gelten die Einwanderung und Ausbreitung von Neophyten, die an den Rändern des Schutzgebietes festgestellte Eutrophierung sowie Trittschäden.

## Zielkonflikte
Zunächst war es selbstverständlich und notwendig, das sich im 19. Jahrhundert von Streusiedlungen zu einem Stadtteil entwickelnde Schönebeck mit einer verkehrsmäßigen Infrastruktur auszustatten. Allerdings drohten die Grenzen für eine sinnvolle funktionale Planung ab den 1960er-Jahren überschritten zu werden. So wurde die Schönebecker Schlucht als Trasse für eine neue Bundesstraße 231 vorgesehen. Unter dem Eindruck des in den 1970er-Jahren verstärkt einsetzenden Umweltbewusstseins wurde diese Straßenplanung aufgegeben.
Von konkurrierenden Raumansprüchen betroffen war ein Chemiebetrieb, der seit Jahrzehnten in der Schönebecker Schlucht auf der Grundlage früherer Rechtsgrundlagen arbeitete, die mit Umwelt- und Naturschutz nicht mehr in Einklang zu bringen waren. Darüber hinaus wurden Vorwürfe laut, dass amtliche Auflagen nicht eingehalten würden: „Giftmüll-Skandal an der Schönebecker Straße“ und „Säure lagerte im Freien“ waren die Schlagzeilen in der Presse. 
Obwohl in den folgenden Jahren immer wieder Missstände öffentlich angeprangert wurden, drang die Wahrheit nur Schritt für Schritt an die Öffentlichkeit. Mehr als ein Jahrzehnt später war der Verursacher der Stadt unbestritten bekannt. Da dieser aber kein Geld hatte, um die Sanierung des belasteten Bodens der Schlucht zu bezahlen, erfolgte die Sanierung zu Lasten des Steuerzahlers.
Vom Aufdecken des Umweltskandals bis zur Altlastensanierung und Neubebauung des Grundstücks vergingen über 30 Jahre: Sieben Eigentumswohnungen und acht Reihenhäuser entstanden 2012 auf dem sanierten Areal an der Schönebecker Straße: „Ein Krimi, bei dem die Chemie nie stimmt“, hieß es in der Öffentlichkeit.